# Lacul Naraci
Lacul Naraci (în belarusă Нарач, pronunțat [ˈnaratʂ]; în rusă На́рочь, Naroci; în poloneză Narocz; în lituaniană Narutis) este un lac din nord-vestul Belarusului (Raionul Myadzyel, Regiunea Minsk), situat în bazinul râului Viliya. Este cel mai mare lac din Belarus (în 1921-1939 a fost cel mai mare lac din Polonia).
Naraci este o parte a grupului de lacuri Naraci (celelalte lacuri fiind Miastra (în belarusă Мястра), Batorîn (în belarusă Баторын), Blednae (în belarusă Бледнае)). El s-a format cu aproximativ 11 mii de ani în urmă, după era glaciară din Pleistocen. Are o suprafață de 79,6 km2, o lungime de 12,8 km, o adâncime maximă de 24,8 m, o adâncime medie de 8,9 m, un volum de 710 milioane de metri cubi. Lacul este înconjurat de păduri de pin. Râul Naraci curge din el.
Naraci este locuința a 22 de specii de pești precum anghila, știuca, mihalțul etc. Pe mal și pe insulițe cuibăresc diferite păsări ca lebăda, vulturul pescar, chira de baltă sau corcodelul mic.

## Istoric
Oamenii s-au așezat în apropierea lacului cu aproximativ 10 mii de ani în urmă. Lingviștii cred că numele său provine, probabil, din rădăcina indo-europeană *nar- adesea întâlnită în numele cursurilor de apă (de exemplu, râurile Nara și Neris). Arheologii au excavat mai multe movile funerare ale popoarelor baltice și slave care au trăit în jurul lacului Naraci.
Începând din Evul Mediu, localnicii de pe malul lacului au trăit în principal din pescuit și din agricultură. În secolul al XIX-lea activitatea cea mai profitabilă a fost pescuitul racilor. În secolul al XX-lea anghila a devenit specia de pește cea mai bine vândută.
În timpul Primului Război Mondial, în zona înconjurătoare a avut loc Ofensiva de pe Lacul Naroci (martie–aprilie 1916), o ofensivă militară neconcludentă organizată de forțele rusești împotriva armatei germane.
În 1919 compozitorul german Siegfried Wagner a pus pe muzică un poem al lui Günther Holstein (1892-1931) despre o luptă militară, numit Nacht am Narocz (Noaptea la lacul Naraci).
În anii 1930, pescarii de pe lacul Naraci s-au revoltat împotriva autorităților poloneze, apărându-și dreptul de a exploata lacul.
Începând din anii 1950, lacul a devenit o populară destinație turistică, organizată în stațiunea Naraci. Tabăra de pionieri de importanță națională Zubryonok a fost situată în apropiere lacului. După dizolvarea Uniunii Sovietice tabăra a fost transformată în Tabăra Națională de Agrement pentru Copii "Zubrania", care este acum principala tabără de agrement pentru copii din Belarus.
În 1999, guvernul din Belarus a înființat Parcul Național Naraceanski.